# 하루노 안즈
하루노 안즈(일본어: 春野 杏 はるの あんず[*], 1994년 10월 30일 ~ )는 일본의 여성 성우. 일본 내레이션 연기연구소 출신이다. 가나가와현 출신. 아트비전 소속.